# Universidad de Friburgo (Alemania)

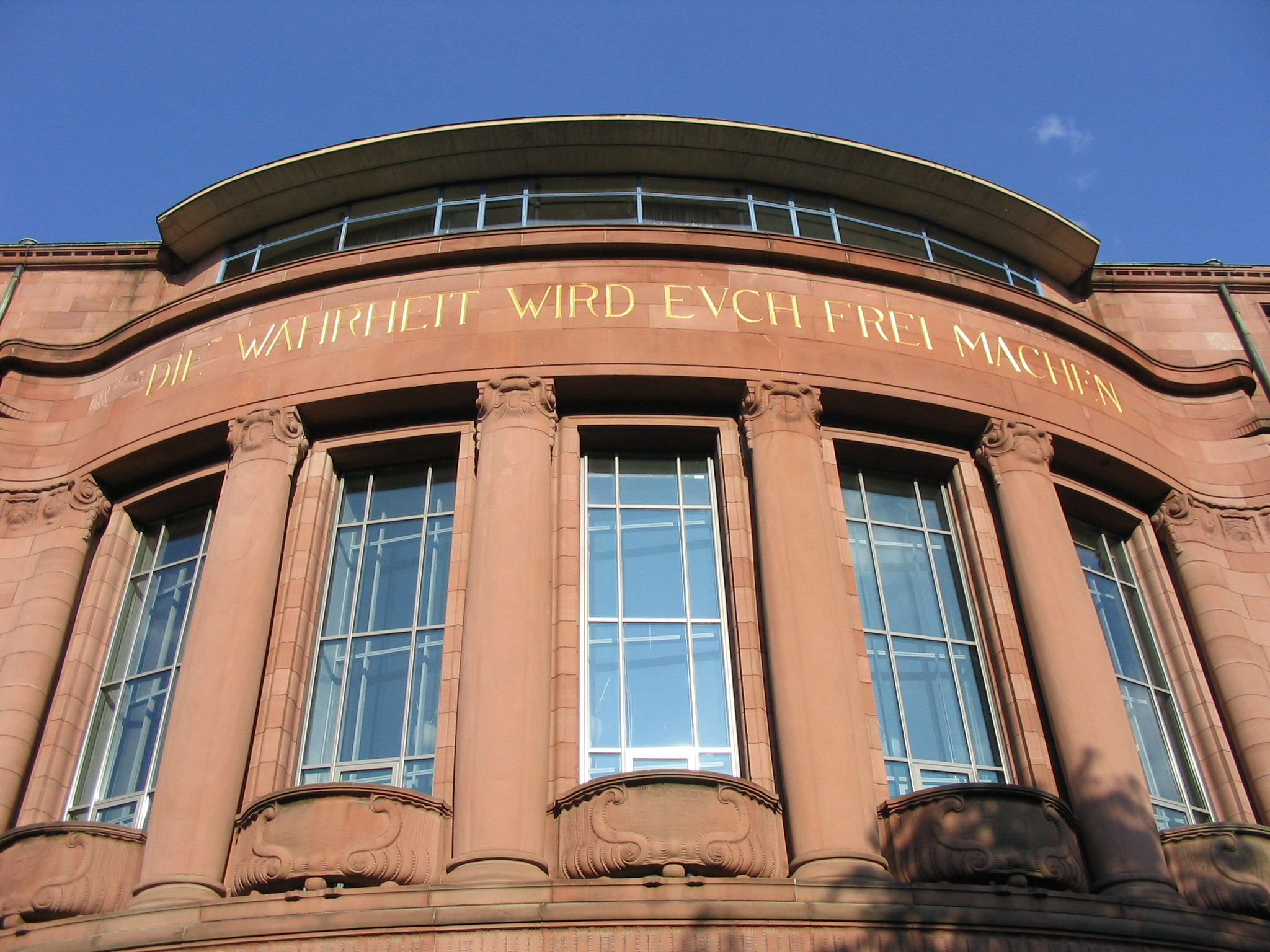
Lema: "Die Wahrheit wird euch frei machen" (La verdad os liberará) en un edificio de la universidad.

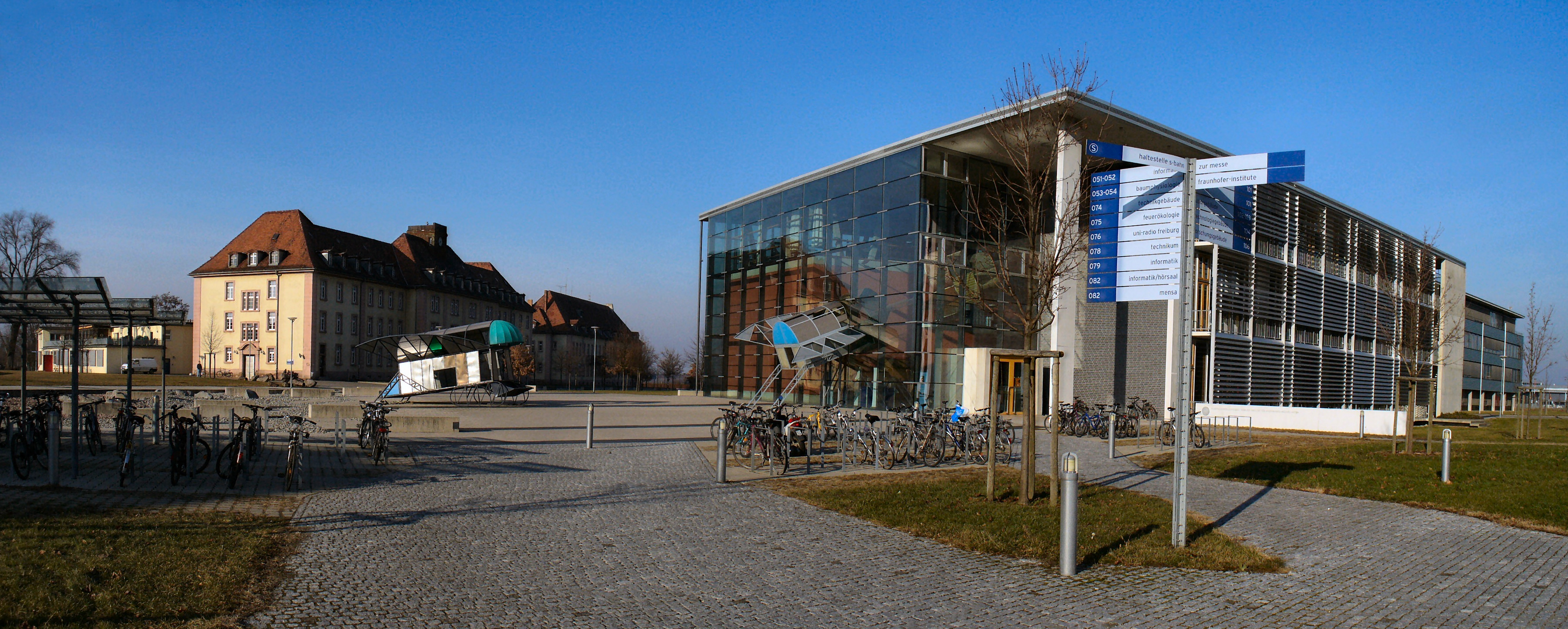
Facultad de Ciencias Aplicadas

La Universidad de Friburgo (coloquialmente conocida en alemán como Uni Freiburg), oficialmente la Universidad Alberto-Ludoviciana en Friburgo de Brisgovia (en alemán: Albert-Ludwigs-Universität Freiburg), es una universidad pública de investigación localizada en Friburgo de Brisgovia, Baden-Wurtemberg, Alemania. La universidad fue fundada en 1457 por la Casa de Habsburgo y fue la segunda universidad en el territorio austriaco de los Habsburgo después de la Universidad de Viena. La Universidad de Friburgo es la quinta universidad más antigua de Alemania, con una larga tradición en la enseñanza de ciencias humanas, ciencias sociales y ciencias naturales y goza de una alta reputación académica tanto a nivel nacional como internacional. La universidad está compuesta de 11 facultades y atrae a estudiantes de toda Alemania, así como de más de 120 países. Los estudiantes extranjeros constituyen aproximadamente el 18.2 % del número total de estudiantes.
La Universidad de Friburgo ha sido asociada con figuras como Martin Heidegger, Hannah Arendt, Rudolf Carnap, David Daube, Johann Eck, Hans-Georg Gadamer, Friedrich Hayek, Edmund Husserl, Edith Stein, Friedrich Meinecke, Max Weber, Paul Uhlenhuth y Ernst Zermelo. A octubre de 2018, 21 premios Nobel están afiliados a la Universidad de Friburgo como alumnos, docentes o investigadores, y 15 académicos han sido galardonados con el más alto premio de investigación alemán, el Premio Gottfried Wilhelm Leibniz, mientras trabajaban en la universidad.

## Historia

### Fundación

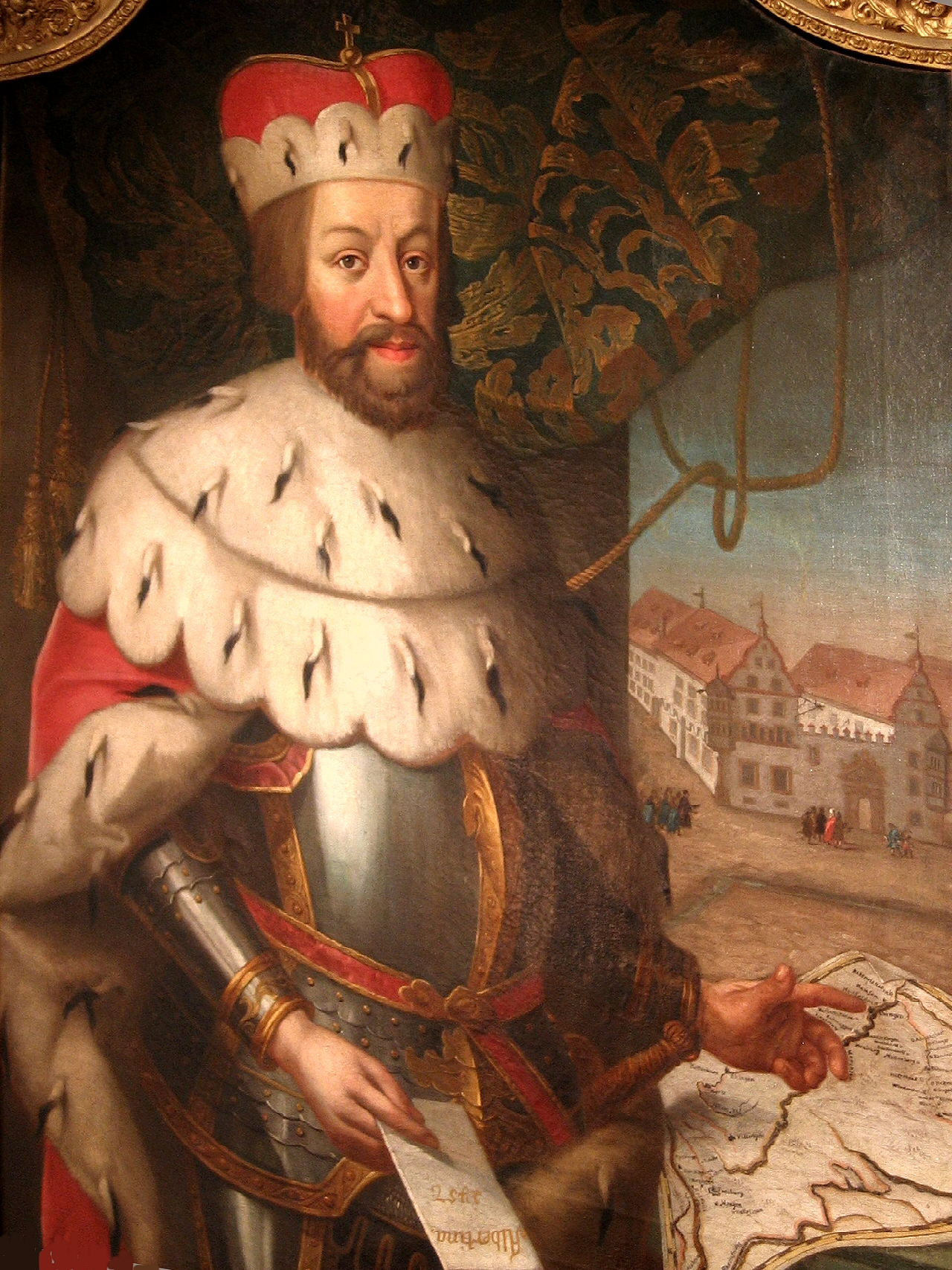
Retrato del archiduque Alberto VI de Austria, fundador de la universidad

Originalmente Universidad de Albrechts, la universidad empezó con cuatro facultades (Teología, Filosofía, Medicina y Derecho). Su establecimiento corresponde a la segunda ola de fundación de universidades de lengua alemana a finales de la Edad Media, como la Universidad de Tubinga y la Universidad de Basilea. Establecida por el privilegio papal (bula papal), la Universidad de Friburgo era, como todas o la mayoría de las universidades de la Edad Media, una corporación del cuerpo de la iglesia y, por lo tanto, pertenecía a la Iglesia católica y su jerarquía. El obispo de Basilea, en consecuencia, era su preboste o canciller (Kanzler), el obispo de Constanza era su patrón, y el verdadero fundador de la universidad era el soberano, el archiduque Alberto VI de Austria, hermano de Federico III, emperador del Sacro Imperio Romano Germánico. En su fundación, la universidad fue nombrada en honor a Alberto VI de Austria. Él proporcionó a la universidad tierras y dotaciones, así como su propia jurisdicción. También declaró a la Universidad de Albrechts como la "universidad del condado" (alemán Landesuniversität) para su territorio hasta que fue entregada a la Casa de Habsburgo en 1490.

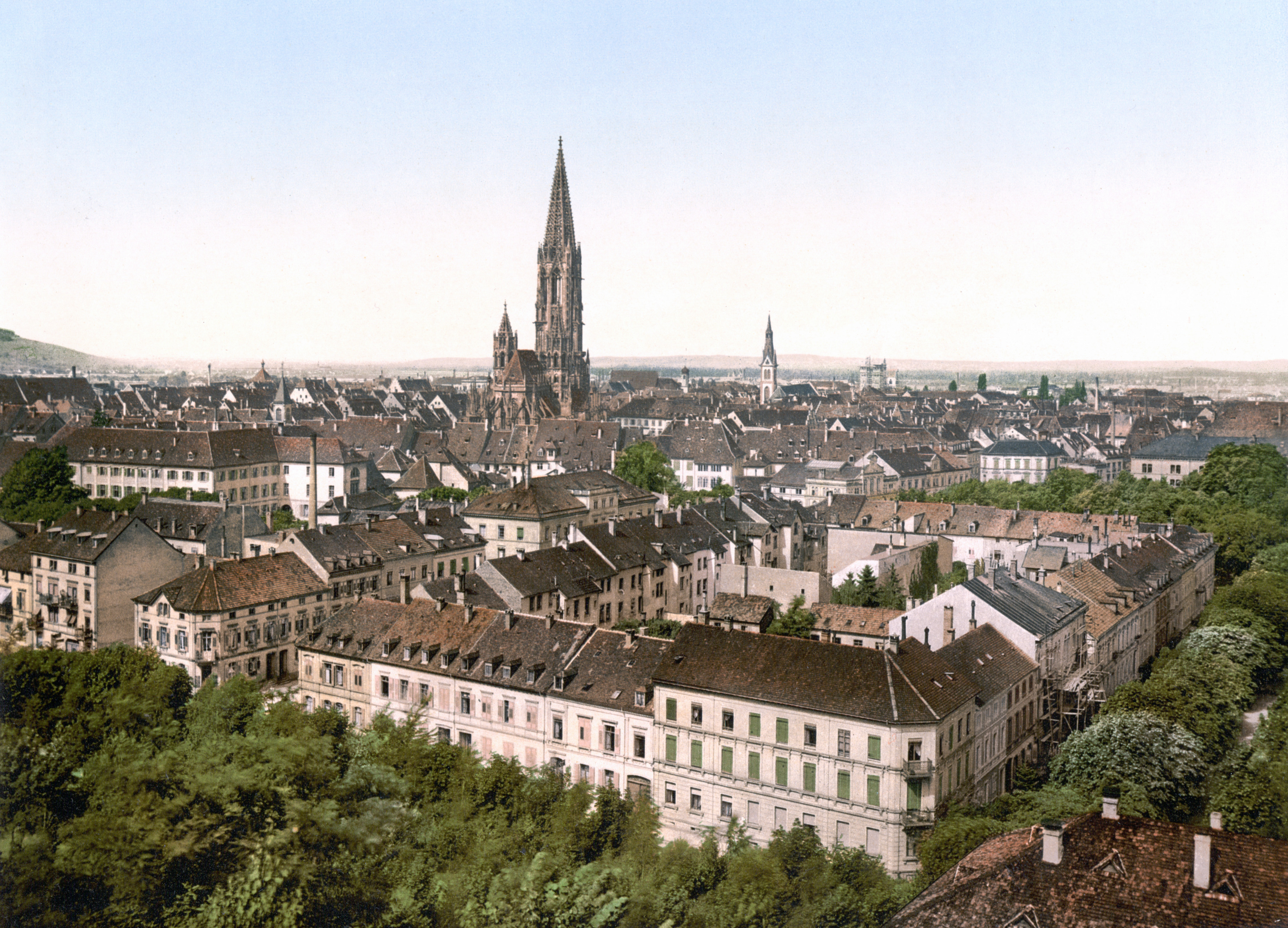
Freiburg aproximadamente en 1900

La universidad pronto atrajo a muchos estudiantes, como los humanistas Geiler von Kaysersberg, Johann Reuchlin y Jakob Wimpfeling. Cuando Ulrich Zasius enseñaba Derecho (hasta 1536), Friburgo se convirtió en un centro de jurisprudencia humanista. De 1529 a 1535, Erasmo de Róterdam vivió y enseñó en Friburgo. A partir de 1559, la universidad se encontraba en el Altes Collegium, hoy llamado "nuevo ayuntamiento". La importancia de la universidad disminuyó durante el tiempo de la Contrarreforma. Para contrarrestar las tendencias reformistas, la administración de dos facultades fue entregada a la orden católica de los jesuitas en 1620. A partir de 1682, los jesuitas construyeron su colegio, así como la iglesia jesuita (hoy en día la "Iglesia Universitaria" o Universitätskirche).